# Warniłęg
Warniłęg (niem. Warlang) – wieś sołecka w Polsce położona w województwie zachodniopomorskim, w powiecie drawskim, w gminie Złocieniec. W latach 1975–1998 miejscowość administracyjnie należała do województwa koszalińskiego. W roku 2007 wieś liczyła 136 mieszkańców.
Osady wchodzące w skład sołectwa:
- Jadwiżyn
- Małobór
- Uraz

Kolonia wchodząca w skład sołectwa:
- Męcidół

Część kolonii wchodząca w skład sołectwa:
- Szymalów

## Geografia
Wieś leży ok. 15 km na północny wschód od Złocieńca, ok. 1,6 km na zachód od jeziora Drawsko. 

## Zabytki i atrakcje turystyczne
Zabytek chroniony prawem:
- park pałacowy z drugiej połowy XIX wieku, nr rej. 1 162 z dnia 20 kwietnia 1982 r. Pozostałość po pałacu.

Kościół filialny pw. Narodzenia Najświętszej Maryi Panny neoromański z XIX wieku, rzymskokatolicki należący do parafii pw. Narodzenia św. Jana Chrzciciela w Kluczewie, dekanatu Połczyn-Zdrój, diecezji koszalińsko-kołobrzeskiej, metropolii szczecińsko-kamieńskiej.
Znajduje się tu też zabytkowy głaz graniczny.